# 非法出卖、转让军队武器装备罪
非法出卖、转让武器装备罪，是《中华人民共和国刑法》规定的一类罪刑，指军人及非军人非法出卖或者转让武器装备的行为。
《中华人民共和国刑法》第439条规定，“非法出卖、转让军队武器装备的，处3年以上10年以下有期徒刑；出卖、转让大量武器装备或者有其他特别严重情节的，处10年以上有期徒刑、无期徒刑或者死刑。”
最高人民检察院、中国人民解放军总政治部修订颁发《军人违反职责罪案件立案标准的规定》中具体列明了构成本罪立案的标准，包括有
- 非法出卖、转让枪支、手榴弹、爆炸装置的；
- 非法出卖、转让子弹10发、雷管30枚、导火索和导爆索30米、炸药1千克以上；或者不满规定数量，但后果严重的；
- 非法出卖、转让其他武器装备的；
- 非法出卖武器、装备零部件及维修器材和设备，致使武器装备报废或者直接经济损失30万元以上的。